# Yerfi
Yerfi è un comune dell'Azerbaigian situato nel distretto di Quba. Conta una popolazione di 915 abitanti.